# Uniwersytet Bielsko-Bialski
Uniwersytet Bielsko-Bialski (UBB) – publiczna szkoła wyższa z siedzibą w Bielsku-Białej, utworzona 1 października 2001 roku z przekształcenia istniejącej od 1969 filii Politechniki Łódzkiej. Do 1 września 2023 działała pod nazwą Akademia Techniczno-Humanistyczna (ATH). Kształci 4167 studentów na kierunkach technicznych i humanistycznych.
Uczelnia posiada pełne prawa akademickie. Od 1989 roku ma prawo do nadawania tytułu doktora, a od 1999 roku doktora habilitowanego nauk technicznych w dyscyplinie Budowa i Eksploatacja Maszyn. Może również występować z wnioskami o nadanie tytułu naukowego profesora.
Według webometrycznego rankingu uniwersytetów świata ze stycznia 2015, pokazującego zaangażowanie instytucji akademickich w Internecie, uczelnia zajmuje 21. miejsce w Polsce wśród uczelni technicznych, a na świecie 3772. pośród wszystkich typów uczelni.

## Lokalizacja

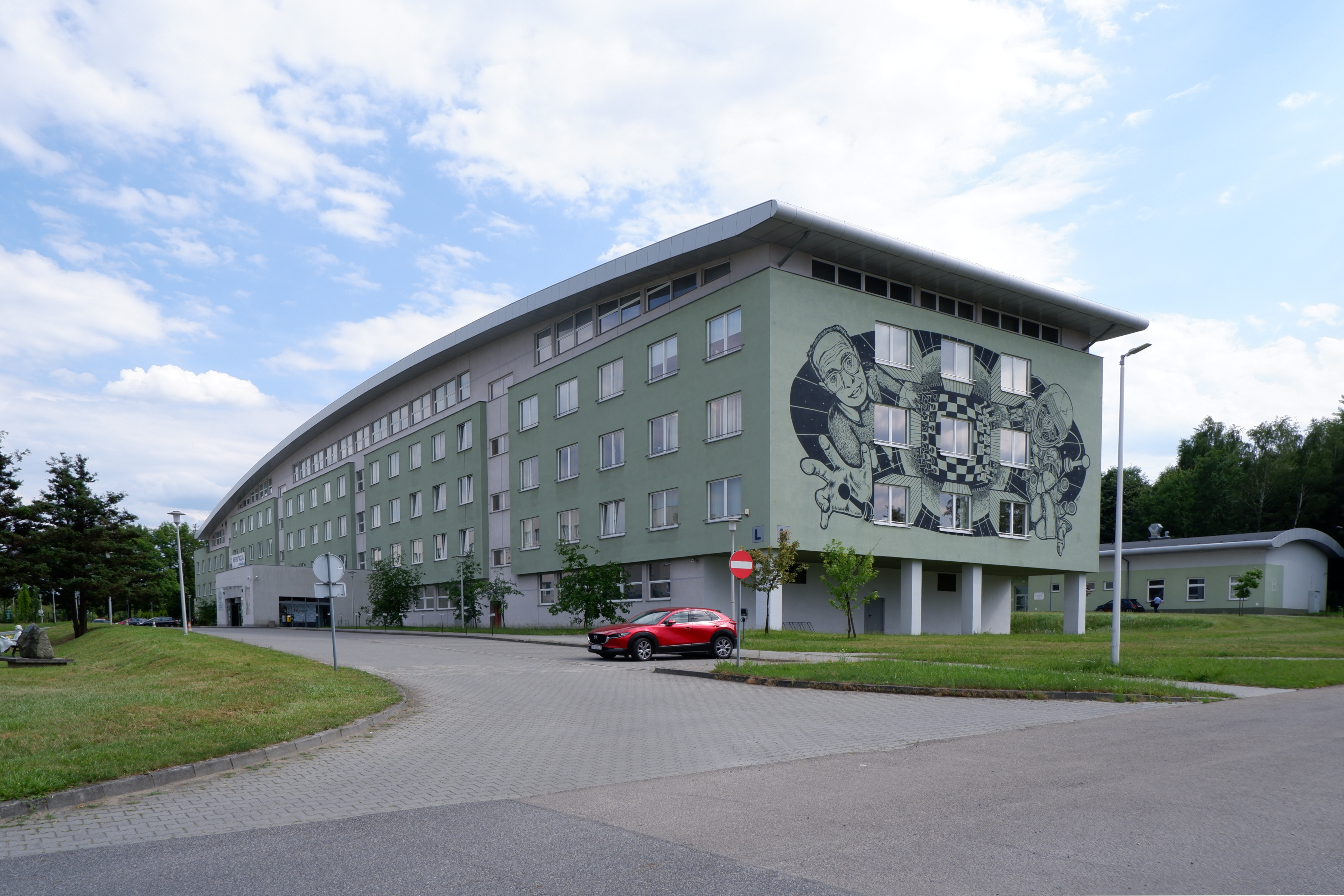
Kampus główny – budynek L mieszczący m.in. rektorat

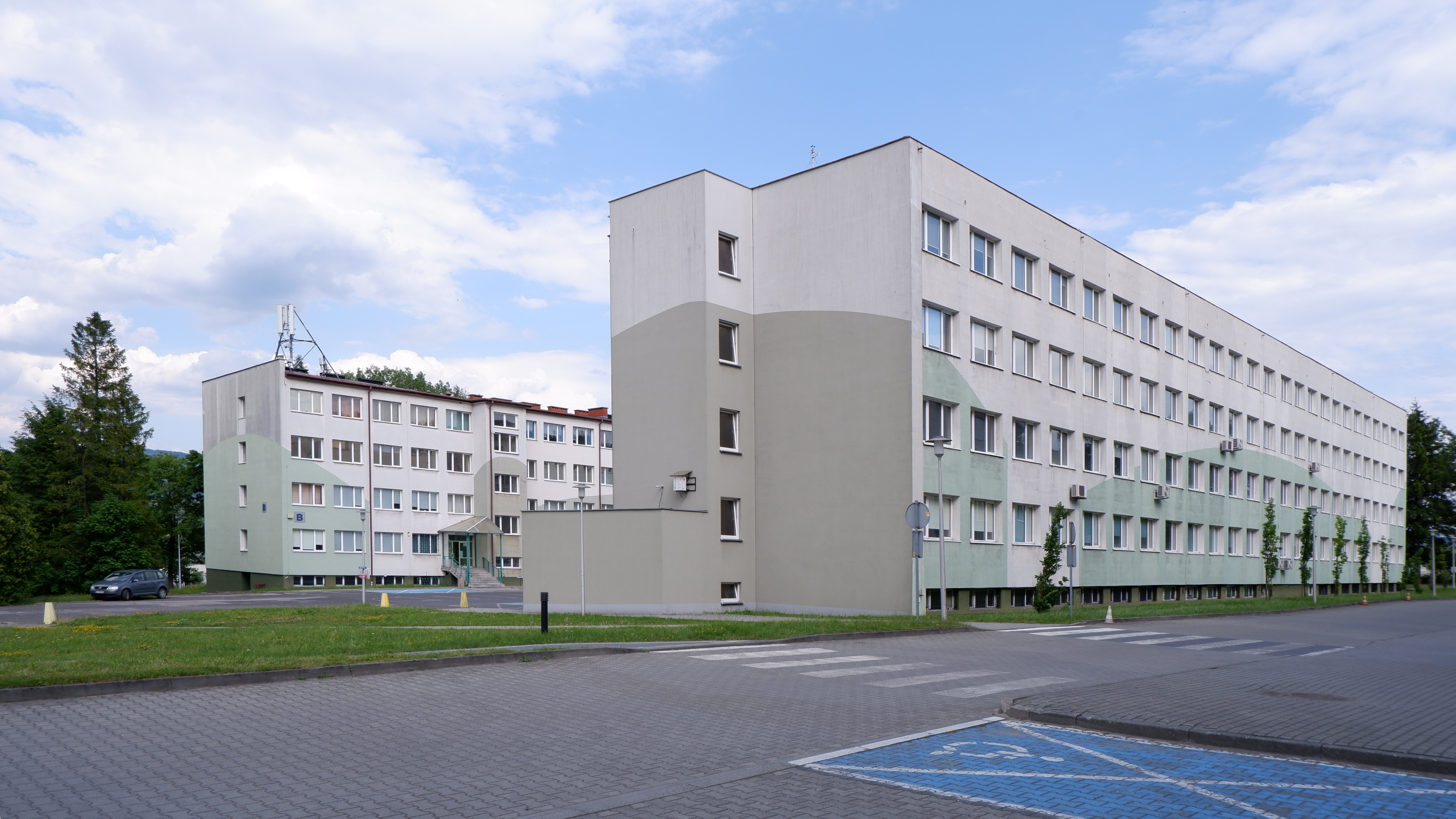
Kampus główny – budynki A i B

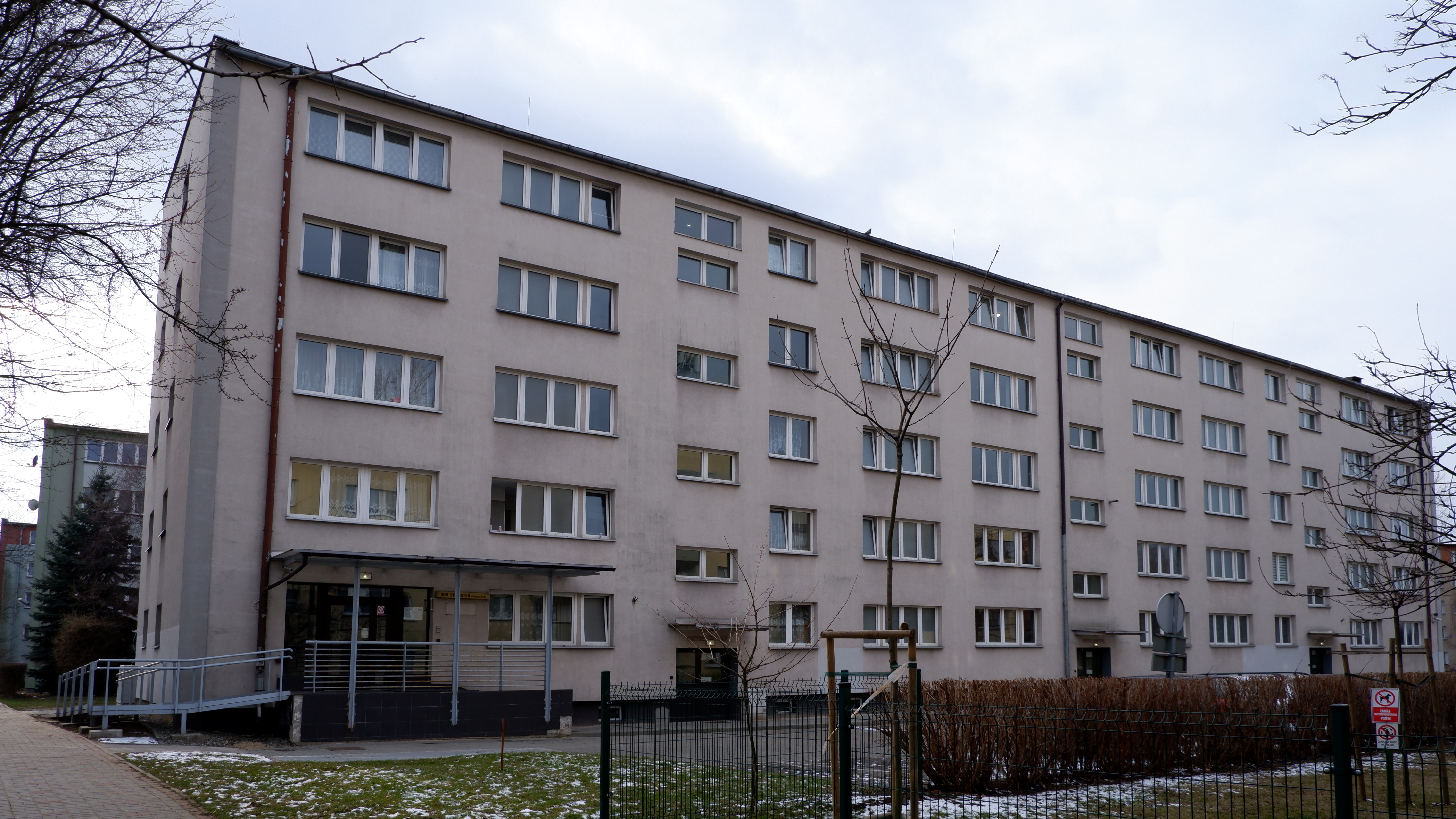
Dom Studencki przy ulicy Spółdzielców

Do Uniwersytetu Bielsko-Bialskiego należy kilka obiektów na terenie Bielska-Białej:
- Kampus Główny – położony jest przy ul. Willowej 2 w dzielnicy Mikuszowice. Na jego terenie znajdują się:
  - Wydział Budowy Maszyn i Informatyki
  - Wydział Humanistyczno-Społeczny
  - Wydział Inżynierii Materiałów, Budownictwa i Środowiska
  - Wydział Nauk o Zdrowiu
  - Wydział Zarządzania i Transportu
  - Rektorat
  - Biblioteka Główna
  - Akademickie Centrum Informatyki
- Dom Studencki:
  - nr 1 – przy ul. Spółdzielców 11 (Osiedle Kopernika).

Rektorat mieścił się w zabytkowej Willi Sixta przy ul. Adama Mickiewicza 24 na Dolnym Przedmieściu do 2012 roku, kiedy to władze Uczelni zadecydowały się przenieść siedzibę rektora do kampusu głównego. Od tamtej pory willa pełni jedynie funkcje reprezentacyjne.
Wydział Inżynierii Materiałów, Budownictwa i Środowiska do października 2012 mieścił się przy Placu Fabrycznym 5 na Dolnym Przedmieściu, a w okresie od października 2012 do czerwca 2013 trwała przeprowadzka do Kampusu Głównego.
Wydział Nauk o Zdrowiu do lipca 2013 znajdował się przy ul. M. Konopnickiej 6 na Górnym Przedmieściu.

## Władze
W kadencji 2024–2028:

### Władze rektorskie
| Stanowisko                                   | Imię i nazwisko                    |
| -------------------------------------------- | ---------------------------------- |
| Rektor                                       | dr hab. inż. Jacek Nowakowski      |
| Prorektor ds. Studenckich i Kształcenia      | dr hab. Katarzyna Ożańska-Ponikwia |
| Prorektor ds. Nauki i Współpracy Zewnętrznej | dr hab. inż. Krzysztof Brzozowski  |

### Władze administracyjne
| Stanowisko | Imię i nazwisko       |
| ---------- | --------------------- |
| Kanclerz   | mgr Łukasz Siekliński |
| Kwestor    | mgr Dariusz Bochen    |

## Rektorzy
Władze Filii Politechniki Łódzkiej w Bielsku-Białej:
1. prof. dr hab. Grzegorz Urbańczyk (1969–1970)
2. prof. dr hab. inż. Przemysław Wasilewski (1970–1978)
3. prof. dr hab. inż. Jan Szadkowski (1978–1981)
4. prof. dr hab. inż. Przemysław Wasilewski (1981–1987)
5. prof. dr hab. inż. Marek Trombski (1987–1993)
6. prof. dr hab. inż. Andrzej Włochowicz (1993–1999)
7. prof. dr hab. inż. Marek Trombski (1999–2001)

Rektorzy Akademii Techniczno-Humanistycznej:
1. prof. dr hab. inż. Marek Trombski (2001–2008)
2. prof. dr hab. inż. Ryszard Barcik (2008–2016)
3. prof. dr hab. Jarosław Janicki (2016–2020)
4. dr hab. inż. Jacek Nowakowski (2020–2023)

Rektorzy Uniwersytetu Bielsko-Bialskiego:
1. dr hab. inż. Jacek Nowakowski (od 2023)

## Wydziały i kierunki
Obecnie uczelnia daje możliwość podjęcia nauki na kierunkach ścisłych i humanistycznych I i II stopnia prowadzonych w ramach pięciu wydziałów:
- Wydział Budowy Maszyn i Informatyki
  - Mechanika i Budowa maszyn
  - Zarządzanie i Inżynieria produkcji
  - Automatyka i Robotyka
  - Informatyka
  - Mechatronika
  - Eksploatacja pojazdów

- Wydział Inżynierii Materiałów, Budownictwa i Środowiska
  - Gospodarka o obiegu zamkniętym
  - Inżynieria środowiska
  - Ochrona środowiska
  - Budownictwo
  - Inżynieria materiałowa

- Wydział Zarządzania i Transportu
  - Analityka i Komunikacja w biznesie
  - Zarządzanie
  - Socjologia
  - Transport
  - Turystyka
  - Zarządzanie zasobami ludzkimi

- Wydział Humanistyczno-Społeczny
  - Filologia (angielska, hiszpańska)
  - Filologia polska
  - Pedagogika
  - Pedagogika przedszkolna i wczesnoszkolna
  - Pedagogika specjalna
  - Pedagogika stosowana
  - Komunikacja w internecie

- Wydział Nauk o Zdrowiu
  - Pielęgniarstwo
  - Ratownictwo medyczne
  - Zdrowie publiczne

Wydziały systematycznie aktualizują programy studiów, dostosowując je do zmian gospodarczych, oczekiwań w regionie oraz przemyśle. W ten sposób studenci mają zapewniony proces dydaktyczny ze współczesnymi tendencjami rozwoju nauki, techniki i gospodarki. Uniwersytet Bielsko-Bialski kształci studentów na studiach magisterskich, studiach zawodowych, studiach podyplomowych oraz studiach i kursach specjalistycznych. Studenci mogą uzyskać w ramach programów studiów na kierunkach i specjalnościach wykształcenie licencjackie, inżynierskie i magisterskie.

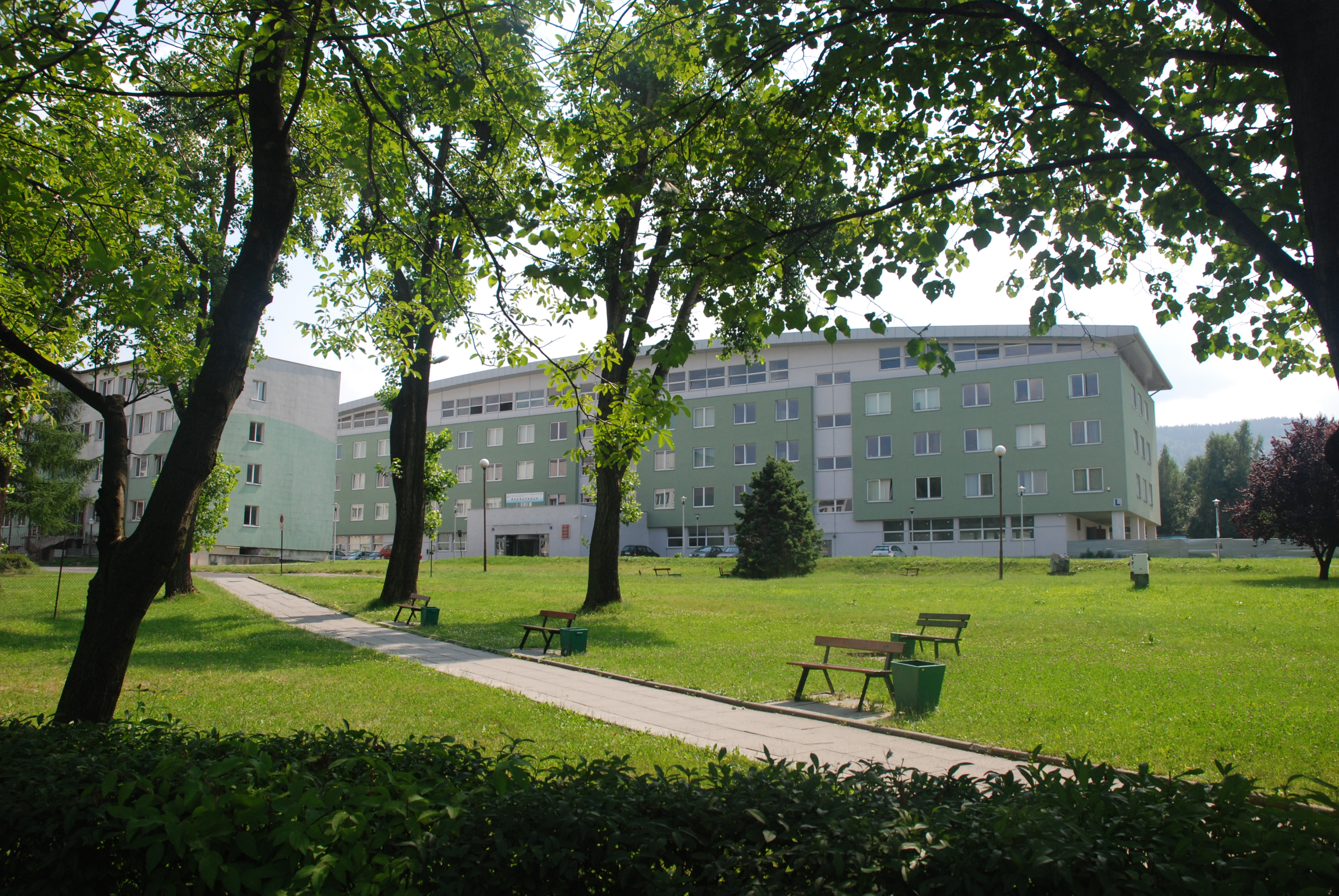
Widok ogólny kampusu w Mikuszowicach z głównym budynkiem L

## Jednostki międzywydziałowe

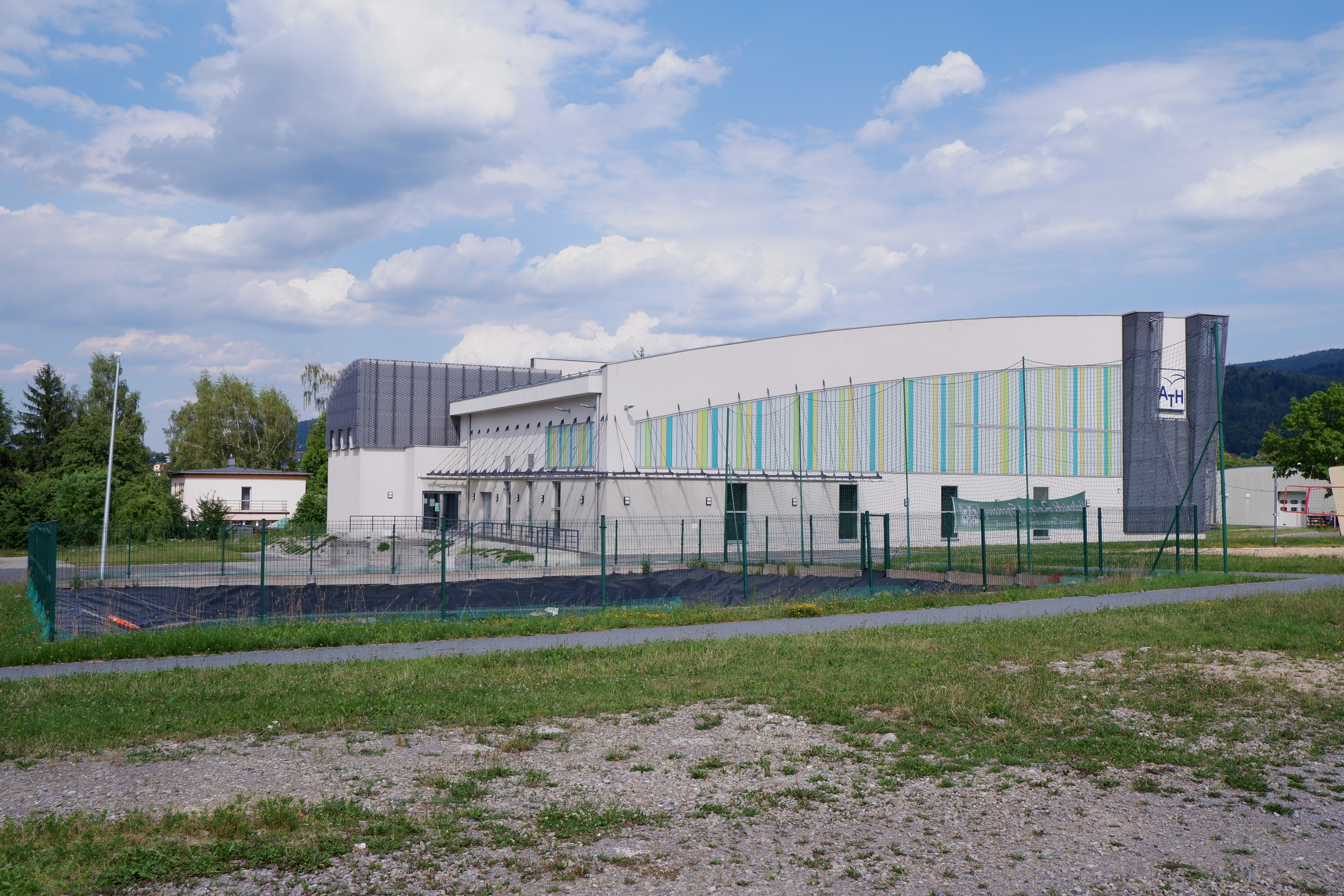
Hala sportowa na kampusie użytkowana przez Studium Wychowania Fizycznego i Sportu

- Akademickie Centrum Informatyki, w ramach którego działają także Cisco Networking Academy oraz Instytut Przedsiębiorczości Cisco.
- Biblioteka Główna – rozpoczęła działalność w 1970, jako Biblioteka Filii Politechniki Łódzkiej. Od 2001 działa w ramach uczelni, jako ogólnodostępna biblioteka naukowa, dysponująca niezbędną literaturą polską i zagraniczną z zakresu dziedzin będących przedmiotem badań i nauczania w Uniwersytecie Bielsko-Bialskim.
- Biuro Karier – zostało powołane w lutym 2004 roku. Jego działania koncentrują się na pomocy studentom i absolwentom w przejściu z okresu nauki do etapu poszukiwania pracy oraz nawiązywaniu kontaktów z pracodawcami i upowszechnianiu informacji dotyczących funkcjonowania rynku pracy.
- Studium Języków Obcych
- Studium Wychowania Fizycznego i Sportu
- Archiwum – Od 2001 gromadzi, przechowuje i udostępnia dokumentację Uczelni. W swoich zbiorach posiada zespół Filii Politechniki Łódzkiej w Bielsku-Białej (1969-2001) oraz m.in. zespół protoplasty Filii – Punktu Konsultacyjnego Studium Stacjonarno-Zaocznego w Bielsku-Białej Politechniki Łódzkiej (1965-1969).

## Galeria Akademicka
Galeria Akademicka powstała w styczniu 2012 z inicjatywy JM Rektora Akademii Techniczno-Humanistycznej prof. dra hab. inż. Ryszarda Barcika. Mieści się na terenie uczelnianego kampusu, w nowoczesnym budynku L. Przestrzeń wystawiennicza podzielona jest na dwie części, jedną zamkniętą, przeszkloną z przeznaczeniem na Galerię Mistrzów, a drugą mieszczącą się w otwartej przestrzeni holu. Swoją działalność galeria zainaugurowała wernisażem wystawy malarstwa Jarosława Modzelewskiego. Do tej pory w galerii odbyło się ponad 30 wystaw. Prezentowano prace m.in.: Stanisława Rodzińskiego, Michała Klisia, Jacka Dyrzyńskiego, Eugeniusza Delekty czy artystów związanych z nurtem malarstwa geometrycznego. Funkcję kuratora obecnej Galerii Akademickiej pełni Prof. dr hab. Ernest Zawada – artysta malarz, performer, od lat związany z bielską uczelnią. Ważnym aspektem działalności Galerii Akademickiej jest także edukacja artystyczna. Program edukacyjny realizowany jest poprzez wykłady, spotkania z artystami, pokazy filmów, wydawnictwa i warsztaty artystyczne.

## Uniwersytet Trzeciego Wieku
Uniwersytet Trzeciego Wieku powstał w 1996 roku przy Filii Politechniki Łódzkiej w Bielsku-Białej, w 2001 przekształconej w Akademię Techniczno-Humanistyczną. Od 2005 UTW funkcjonuje w strukturach Uniwersytetu Bielsko-Bialskiego. Inicjatorką jego założenia i organizatorką była dr Halina Moszyńska, która od początku do chwili obecnej nim kieruje, będąc pełnomocnikiem Rektora ds. Uniwersytetu Trzeciego Wieku.
Podstawowym zadaniem Uniwersytetu Trzeciego Wieku jest włączenie osób starszych do systemu kształcenia ustawicznego, którego celem jest systematyczne pogłębianie wiedzy oraz poszerzanie zainteresowań. Zasadniczą formą kształcenia są wykłady i seminaria, które odbywają się raz w tygodniu. Obejmują one różne dziedziny nauki takie jak: medycyna, historia, historia sztuki, ekonomia, literatura, psychologia i inne. Wykładowcami są profesorowie i doktoranci uczelni wyższych.

## Wydawnictwo Naukowe
Wydawnictwo istnieje, od kiedy powstała Filia Politechniki Łódzkiej w Bielsku-Białej. W 2001 roku, gdy powstała Akademia Techniczno-Humanistyczna, przybrało formę instytucjonalną. Celem wydawnictwa jest, przede wszystkim, edycja prac naukowych i zaspokajanie potrzeb naukowych uczelni, a także zaspokajanie potrzeb studentów w dziedzinie skryptów. Wydawnictwo wydaje monografie profesorskie, prace habilitacyjne, skrypty dla studentów. Wydawnictwo Naukowe jest również obecne poza granicami kraju. Dominująca większość autorów to osoby z UBB. Sporadycznie zdarza się autor z zewnątrz, musi on jednak spełniać wszystkie wymogi, takie jak recenzja książki czy opis możliwości finansowania i zbytu.

## Beskidzki Festiwal Nauki i Sztuki
Odbywa się od 2000 roku. Na przełomie maja i czerwca każdego roku, uczelnia – główny organizator festiwalu, zaprasza do współpracy liczne instytucje kulturalne i oświatowe z regionu Podbeskidzia. Do wygłoszenia wykładu inaugurującego festiwal, uczelnia zaprasza wybitnych specjalistów z dziedziny sztuki, bądź nauki. Ostatni XV Beskidzki Festiwal Nauki i Sztuki otwierał wykład prof. Jerzego Bralczyka. Założeniem festiwalu jest szerzenie nauki, kultury i sztuki poprzez liczne wykłady, spotkania, laboratoria, konferencje, wystawy, prezentacje multimedialne oraz koncerty.